# Station Heilly
Station Heilly is een spoorwegstation in de Franse gemeente Heilly.